# Val-de-Sos
Val-de-Sos é uma comuna francesa na região administrativa da Occitânia, no departamento de Ariège. Estende-se por uma área de 53.14 km², e possui 594 habitantes, segundo o censo de 2018, com uma densidade de 11 hab/km².
Foi criada, em 1 de janeiro de 2019, a partir da fusão das antigas comunas de Vicdessos, Sem, Goulier e Suc-et-Sentenac.